# イオンタウン鈴鹿玉垣

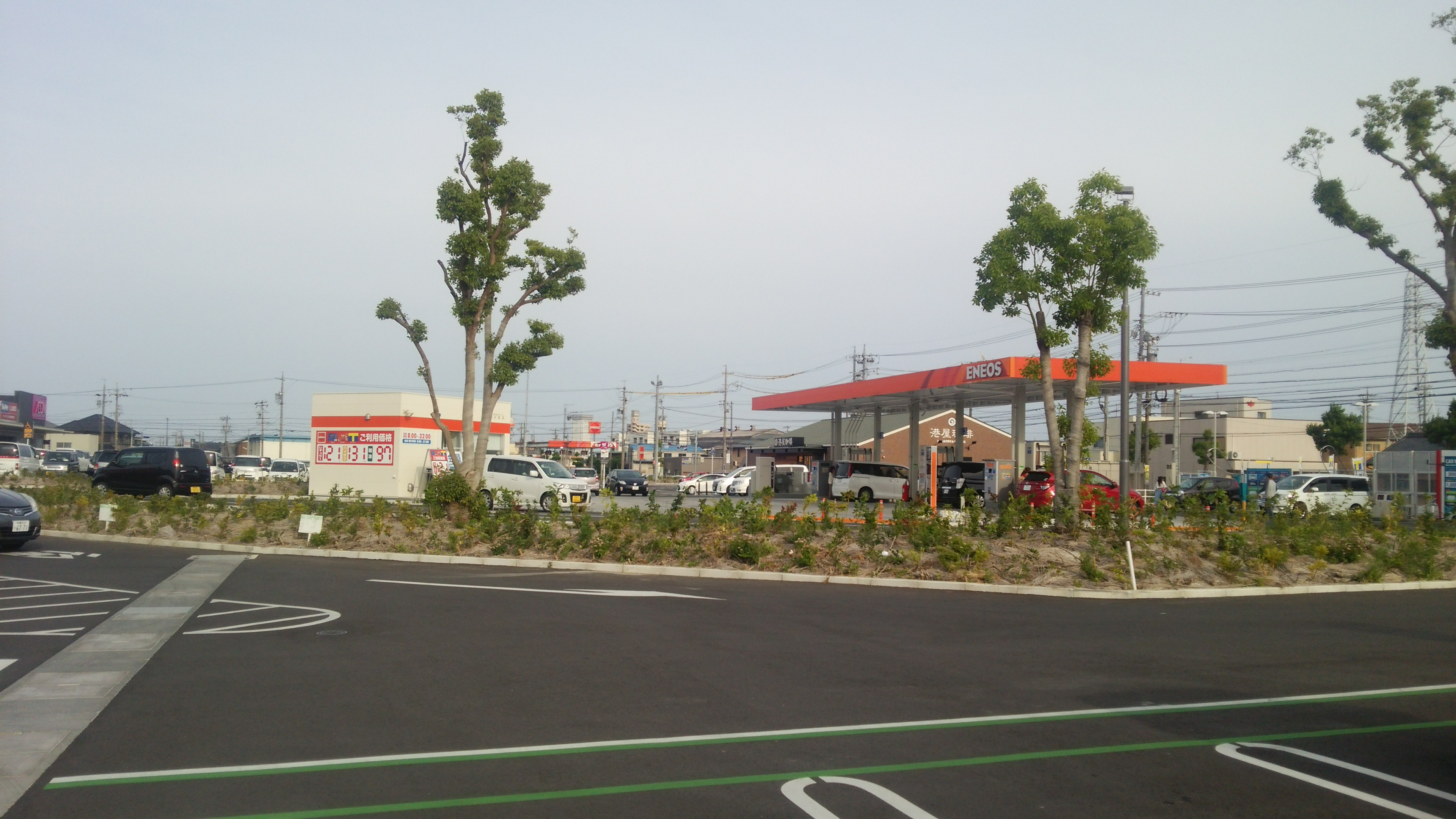

イオンタウン鈴鹿玉垣（イオンタウンすずかたまがき）は、三重県鈴鹿市南玉垣町に所在するショッピングセンターである。

## 概要
イオンタウンが運営し、5棟で成り立っているオープンモールタイプのネイバーフッド型ショッピングセンターである。すべての建物は雑貨、サービス店舗が中心の店舗構成になっている。もともと当ショッピングセンター開業前は、富士電機の社宅・工場があったが、規模縮小のため取り壊され、跡地にイオンタウンが建設された。車いす用駐車場はリモコンゲート式で、事前申し込みをしないと駐車できないことが特徴である。また、施設中央部に車の一時積み込み場所が用意されている。
また、近隣には東へ300mほどにはトライアル、南へ400mほどにはMEGAドン・キホーテUNY鈴鹿店がある。

## テナント
中央奥の棟には核店舗のザ・ビッグエクストラ鈴鹿玉垣店が入っている。建物脇に前述の荷物積み込みスペース、郵便ポストが設置されている。
西側の棟はラーメン屋や携帯電話ショップ、眼鏡店などのサービス業種が中心である。
東側の棟にはバースデイやダイソー、美容室などが入っている。
その他独立してイオンタウンでは稀なガソリンスタンドや喫茶店が入っている建物がある。

#### 広報資料・プレスリリースなど一次資料
1. ↑  “～さぁきっと暮らし満タン～ イオンタウン鈴鹿玉垣 11月12日(土) あさ9時グランドオープン” (PDF).  イオンタウン株式会社・イオンビッグ株式会社 (2016年10月24日). 2017年12月2日閲覧。
2. 1 2 3  “フロアガイド”. イオンタウン鈴鹿玉垣. 2024年8月8日閲覧。